# Le Belvédère (roman)
 (février 2024).
Si vous disposez d'ouvrages ou d'articles de référence ou si vous connaissez des sites web de qualité traitant du thème abordé ici, merci de compléter l'article en donnant les références utiles à sa vérifiabilité et en les liant à la section « Notes et références ».
Pour les articles homonymes, voir Belvédère.
Le Belvédère (en anglais : The Gazebo) est un roman policier de la romancière britannique Patricia Wentworth publié en 1956. Il a été traduit de l'anglais par Corine Derblum et est paru en France aux éditions 10/18 le 28 août 1997 dans la collection Grands Détectives.

## Résumé
Althéa Graham aimerait tant se marier avec Nicholas Carey. Mais sa mère, très fragile, et surtout très envahissante, l'en empêche. Maud Silver, en fine psychologue, trouvera la solution adéquate. Mais trop tard...